# Witoszewo
Witoszewo (niem. Kunzendorf) – wieś w Polsce położona na Pojezierzu Iławskim w województwie warmińsko-mazurskim, w powiecie iławskim, w gminie Zalewo.
W latach 1975–1998 miejscowość administracyjnie należała do województwa olsztyńskiego.
W latach 1945–1946 miejscowość nosiła nazwę Kończewo
Wieś wzmiankowana w dokumentach z roku 1324, jako wieś czynszowa na 40 włókach, pod nazwą Conczendorf. W roku 1782 we wsi odnotowano 10 domów (dymów), natomiast w 1858 w 37 gospodarstwach domowych było 409 mieszkańców. W latach 1937–1939 było 205 mieszkańców. W roku 1973 wieś należała do powiatu morąskiego, gmina i poczta Zalewo.

## Z dziejów Witoszewa
Przed przybyciem Krzyżaków tereny obecnego Witoszewa należały do pomezańskiego szczepu pruskiego Geriów, których terytorium obejmowało obecny obszar od wsi Karpowo do Jerzwałdu z centralnie położonym Zalewem. Na odcinku od Jeziora Witoszewskiego do Jeziora Gemben widnieją w lesie staropruskie wały obronne, w ich pobliżu znaleziono przed wojną lance, szable i podkowy. Podobne, równie dobrze zachowane wały istnieją też w okolicy Jerzwałdu: między jeziorem Zdryńskim i Karpiarnią.
Wieś Witoszewo założyli Krzyżacy w 1301 r. na powierzchni 674 ha pustki leśnej, czyli na tzw. surowym korzeniu. Spisany wtedy akt lokacji wsi nie przechował się do naszych czasów. Dnia 25.04.1324 r. rycerze zakonni wystawili odnowiony akt lokacji tej wsi, w którym powtórzyli i rozszerzyli pierwsze nadanie. Z tego spisanego po łacinie dokumentu dowiadujemy się, że zorganizowanie wsi Krzyżacy zlecili człowiekowi o nazwisku Kunze, od którego pochodzi nazwa wsi Kunzendorf (Wieś Kunzego) używana do 1945 r. Kunze objął dziedziczny urząd sołtysa i na własność otrzymał od Krzyżaków 67 ha ziemi zwolnionej od podatku oraz prawo założenia karczmy obłożonej stałym podatkiem rocznym. Kunze wytyczył działki o wielkości od 33 ha do 50 ha i sprowadził na nie osadników, których zwerbował na Śląsku i ziemi chełmińskiej. Osadnicy otrzymywali te działki na własność dziedziczną z rocznym czynszem na rzecz Krzyżaków w pieniądzach i dwóch kurach od każdego łanu (16,8 ha). Koloniści otrzymali też prawo połowu ryb w okolicznych jeziorach na potrzeby własnego stołu. Witoszewo (tak jak pobliskie Dobrzyki) było niemiecką wsią czynszową z ludnością niemiecką, natomiast Jerzwałd i Likszany były wsiami pruskimi z rdzennymi Prusami.
Z powodu sporej odległości do kościoła w Dobrzykach (zbudowany W 1320 r.) mieszkańcy Witoszewa otrzymali pozwolenie na budowę kaplicy pod wezwaniem świętego Wawrzyńca. Prawdopodobnie przy kaplicy istniała szkółka dla dzieci wiejskich. Biskup pomezański Rudolf (1321-1331) polecił proboszczowi z Dobrzyk dostarczać do tej kaplicy wina i hostii, sprawować w niej liturgię, grzebać zmarłych i zaopatrywać wiernych sakramentami. Za spełnianie owych posług religijnych otrzymał od Krzyżaków 33 ha ziemi. Kaplica ta w 1432 r. nazwana była kościołem, przy którym istniał cmentarz. Późniejszych wiadomości o tym kościele brak. Z obecnego układu wsi można domniemywać, że kościół ten mógł stać na terenie wyznaczonym obecnie przez drogi do Jerzwałdu, Mortąg i Zalewa – centrum wsi. W 1391 r.
Witoszewo zamieszkiwali oprócz chłopów również rzemieślnicy, w jednym z dokumentów mowa jest o cieślach. W latach 1383–1407 administratorem krzyżackim (tzw. prokuratorem, niem. Pfleger) był w Morteg, prawdopodobnie obecny Mortąg, Urlik von Jungingen – od 1407 r. wielki mistrz zakonu krzyżackiego, poległ w bitwie pod Grunwaldem 15 lipca 1410 r. W 1410 r. mistrzem rybackim w Mortągu był rycerz zakonny Simon Czobbe. W 1424 r. komtur dzierzgoński w piśmie do wielkiego mistrza w Malborku wspomina o mieszkańcu Witoszewa, który uciekł ze wsi z czterema końmi i pozostawił ugór na porzuconej gospodarce. Wojna polsko-krzyżacka w latach 1520–1525 doprowadziła do wielkich zniszczeń Witoszewa i całej okolicy. Wizytacje wsi w 1543 r., 1576 r.,1579 r. i 1600 r. wykazały jej spustoszenie i brak mieszkańców, to samo odnotowano w Jerzwałdzie. W czasie wojny siedmioletniej z Rosją (1756 r.) w Witoszewie stacjonowali żołnierze rosyjscy. Napadli oni na podleśniczego Gisewskiego i bez powodu ciężko pobili. Tej samej nocy sześciu artylerzystów rosyjskich włamało się do jednego z domów we wsi, gdzie związali sześćdziesięcioletniego właściciela i jego żonę, a następnie sypali im do oczu gorący popiół, aby zmusić do wydania pieniędzy.
Mieszkańcy Witoszewa wypalali węgiel drzewny w mielerzach, na co wskazuje nazwa Peterkohler (mielerz) widoczna na starej mapie w pobliżu Witoszewa. Po obu stronach drogi z Witoszewa do Bednarzówki znajdują się unikalne na terenie Pojezierza Iławskiego pagórki moreny czołowej powstałe w wyniku akumulacji materiału na czele lodowca w chwili jego postoju 12 tys. lat temu. Teren moreny dennej, czyli miejsce dna byłego lodowca, to obszar między Jerzwałdem i Zalewem.
Napis na kapliczce w centrum wsi wskazuje, że pewna liczba powojennych mieszkańców w Witoszewie pochodzi z Akcji Wisła, która trwała od 28 kwietnia do końca lipca 1947 r. Była to akcja usunięcia wybranych grup ludnościowych, m.in. Ukraińców, Bojków, Łemków oraz rodzin mieszanych polsko-ukraińskich, głównie z terenów Polski południowo-wschodniej (Rzeszowszczyzna i Lubelszczyzna) i przesiedlenie ich na Ziemie Odzyskane. Ciekawe są nazwy przedwojenne okolic Witoszewa, niektóre są pochodzenia polskiego od licznie mieszkających tu w XVII w Polaków.
Klostocksee – Jezioro Witoszewskie, nazwa staropruska, znaczenie nieznane
Aschbruch – popielnia, miejsce pozyskiwania popiołu, a z niego tzw. potażu (zanieczyszczona postać węglanu potasu K2CO3) – niezbędnego składnika do produkcji szkła: z 1 tony drewna uzyskiwano 2 kg potażu.
Baptisten-Gestell – Drużka Baptystów, chodzili nią baptyści (odłam kościoła protestanckiego) do swojego domu modlitw w Goyden (obecnie Gajdy).
Entenbruch – Kacze Bagno
Eulenbruch – Sowie Bagno
Judeweg – Żydowska droga, prawdopodobnie żydowscy smolarze okradli tam około 1840 r. właściciela ziemskiego o nazwisku Sielan.
Katschinniks Bruch (od słowa polskiego kaczyniec) – Kaczyńskie Bagno (kaczyńce używano wówczas do karmienia świń).
Katschke Bruch – (od słowa polskiego kaczka) – Kacze Bagno
Ochsenberg – Wołowa Góra, około 1840 r. zarżnięto tam skradzionego woła
Richter Gestell – Ścieżka Richterów, nazwisko rodziny, która chodziła tamtędy na kłusownictwo do pobliskiego jeziora.
Spukbruch – Upiorne Bagno
Bjelk Bruch (od słowa polskiego biały) – Białe Bagno
Russengrund – Rosyjska Ziemia, w 1914 r. miejsce ukrycia Rosjan
Wolfsbudsches Gestell – Ścieżka Wilczego Szałasu, myśliwi zbudowali tam pułapkę na wilki i szałas do obserwacji polowania.